# Bátorliget
Bátorliget község Szabolcs-Szatmár-Bereg vármegyében, a Nyírbátori járásban.

## Fekvése
A vármegye kelet-délkeleti részén, a Nyírség peremén fekszik a megyeszékhely Nyíregyházától 65, Mátészalkától 28, Nyírbátortól 13,5, Nyírvasváritól 10,5 kilométer távolságra. Határszéle keleten és délen mintegy 7 kilométer hosszan egybeesik a magyar-román államhatárral.
A közvetlenül szomszédos települések a határ magyar oldalán: észak felől Terem, északnyugat felől Nyírvasvári, nyugat felől Nyírpilis, délnyugat felől pedig Piricse és Ömböly a határ túlsó oldalán pedig: dél felől Ponyváspuszta (Viișoara) és kelet felől a Csanáloshoz (Urziceni) tartozó Csanáloserdő (Urziceni Pădure).
Különálló településrésze Pilisújtanya, a délnyugati határszéle közelében, központjától mintegy 3,5 kilométerre.
A határában elterülő, természetvédelmi oltalom alatt álló területek: a bátorligeti ősláp a falutól alig egy kilométerre északra, a bátorligeti legelő az előbbitől nyugatra, a Fényi-erdő pedig a település határának délkeleti szélén.

### Megközelítése
Csak közúton közelíthető meg, Terem község felől, a 4915-ös és a 4917-es utak találkozásánál kiágazó 49 149-es számú mellékúton, amely a falut elhagyva még tovább folytatódik Pilisújtanyáig. A település központja az elágazástól mintegy 5 kilométerre található.

## Története
Bátorliget első előfordulása a forrásokban 1346-ból maradt fenn Dedemez néven. Ekkor a Gutkeled nemzetséghez tartozó Majádi család birtoka volt. A Dedemez név eredete ismeretlen; a vele egyidőben használt másik megnevezése, Aporháza a falu egykori Apor nevű birtokosára utal. A település 1936-ig a szomszédos Vállaj falu külterülete volt, csak akkor alakult önálló telepes községgé Aporháza néven.
1950-ben egy belügyminiszteri rendelettel a három egymással szomszédos (puszta) telep: Györgyliget, Aporháza és Bátorliget egyesítésével jött létre Aporliget község. Aporligetre a magyarországi községek közül utolsóként vezették be a villanyt 1963-ban. Ezzel fejeződött be az országban a faluvillamosítás.
1975-ben nevezték át Bátorligetre. 1984-től a szomszédos Terem településsel közös tanácsú község lett. 1989-től Nyírbátor város vonzáskörzetéhez tartozó, Teremmel közös tanácsú község.
A település lakosságának nagy része a központi belterületen él, de nagy külterület is tartozik hozzá. Legnagyobb külterületi része Újtanya, ahol a közel 300 lakóházból álló Bátorliget 42 háza található 110 lakossal.  Lakosainak nagy része nyugdíjaskorú.
A településen óvoda, általános iskola, könyvtár, művelődési ház, múzeum és szabadidő tábor is található.
Bátorliget legnagyobb nevezetessége a híres Bátorligeti ősláp, mely legjobban megőrizte a hajdani Nyírség, Nagyalföld történelem előtti képét.
Az 50 hektáros bátorligeti arborétum ma az Alföld természeti múltjának élő múzeuma, melyben megtalálhatók a Kárpát-medencében lezajlott éghajlatváltozások nyomai. A mikroklímát az arborétumot övező erdők biztosítják az itt fennmaradt különleges növény- és állatvilág számára.
Nagykiterjedésű lápok, láprétegek, ligeterdők, ezüsthársas tölgyesek, a csak a Kárpátok 1500 m magasságai fölött jellemző európai zergeboglár, orchideafajok, kökörcsin, kékliliom, az állatfajok közül elevenszülő gyík, bátorligeti pók, s egyéb növény- és állatfajok találhatók a természetvédelmi területen.
Az ősláp múzeuma a bátorligeti iskola egykori épületében mutatja be a terület élővilágát. A természetvédelmi terület csak a Hortobágyi Nemzeti Park előzetes engedélyével látogatható.
A faluban minden nyáron megrendezik a hagyományőrző falunapot, lovasversennyel, és minden év tavaszán a Bátorligeti Messier Maratont, közel 100 fő részvételével.
2011 óta minden év július elején megrendezik a Bátorligeti Csillagászati Programhétvégét híres vendégek, sztárvendégek részvételével.

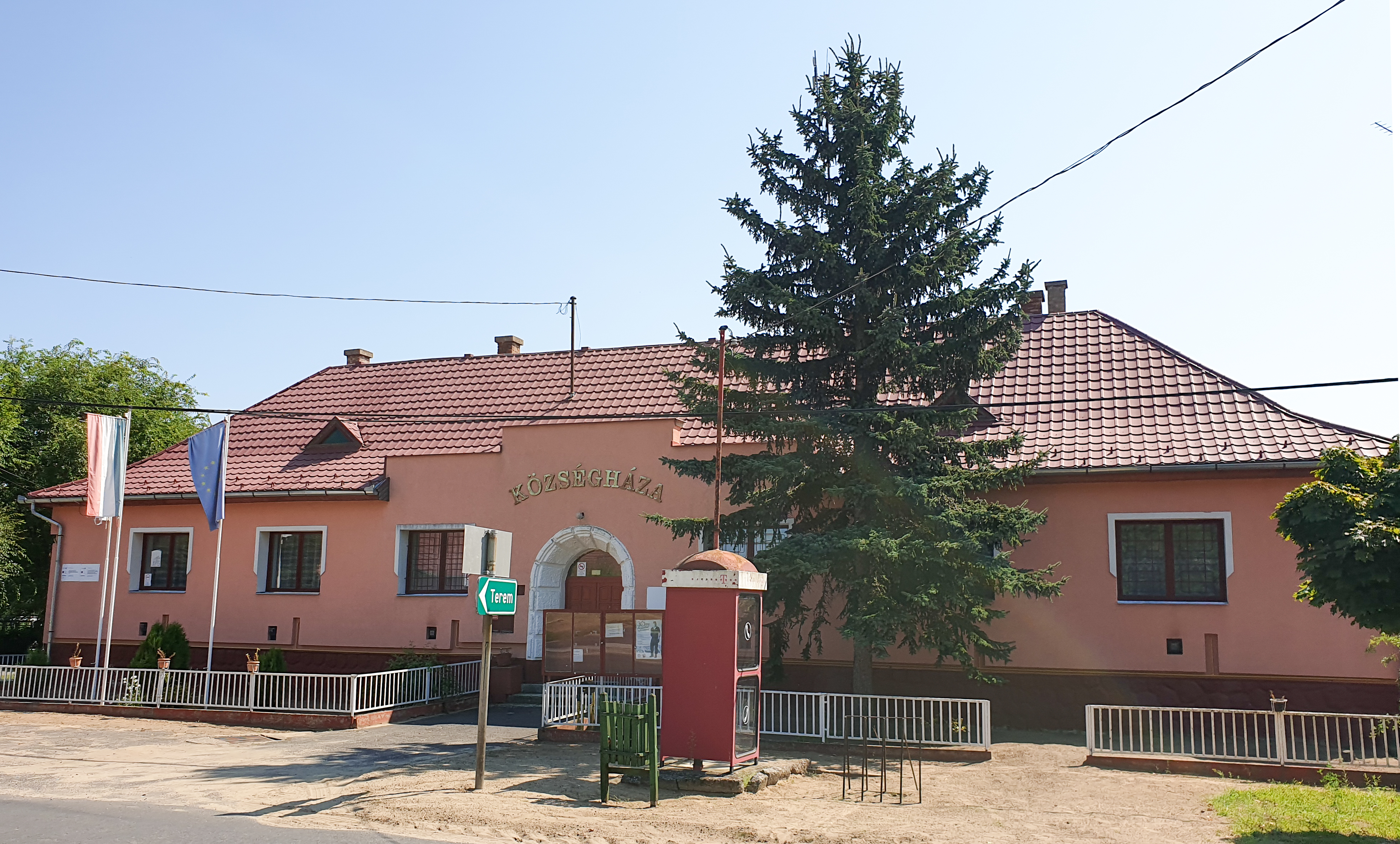
Községháza
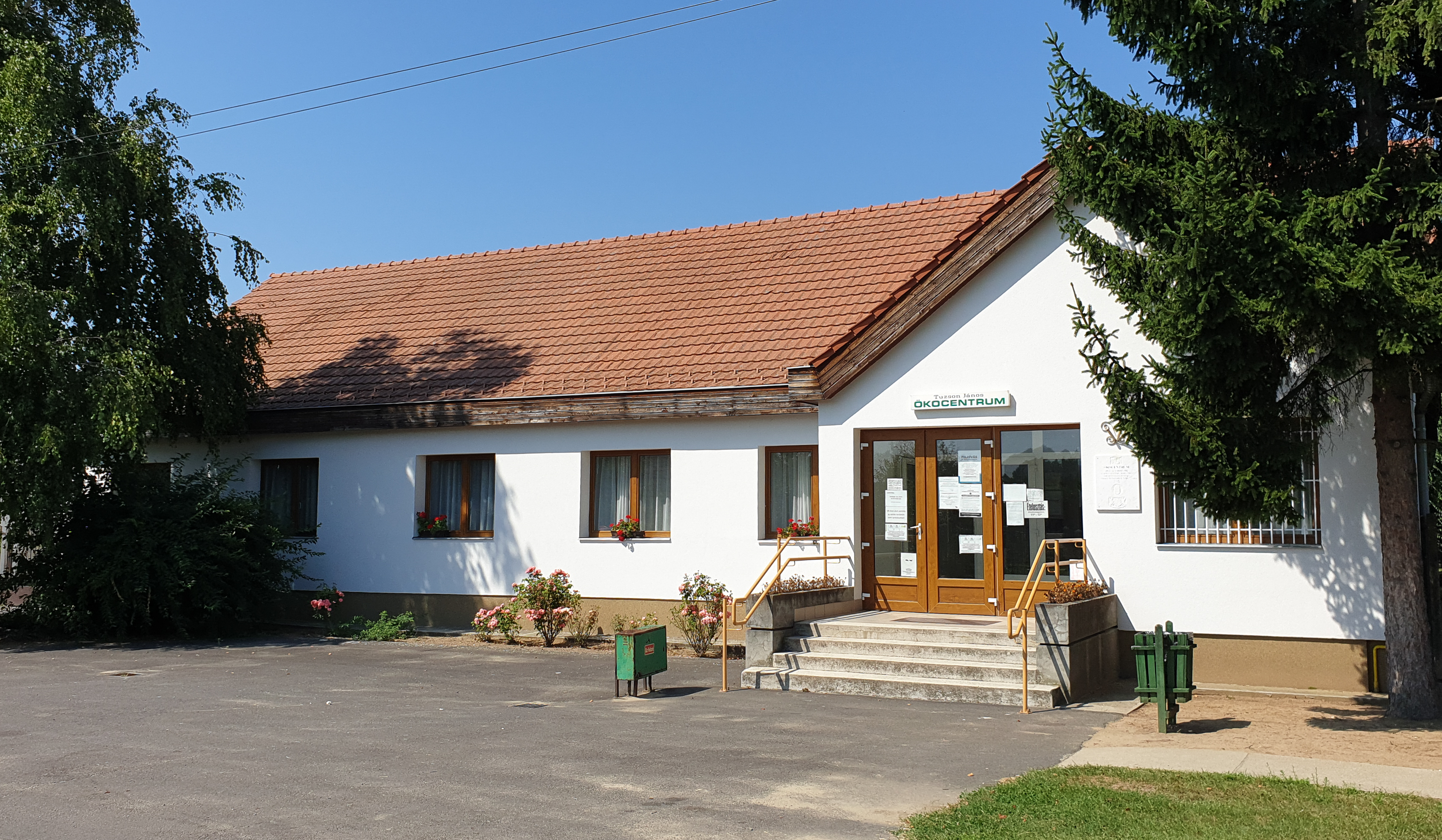
Ökocentrum
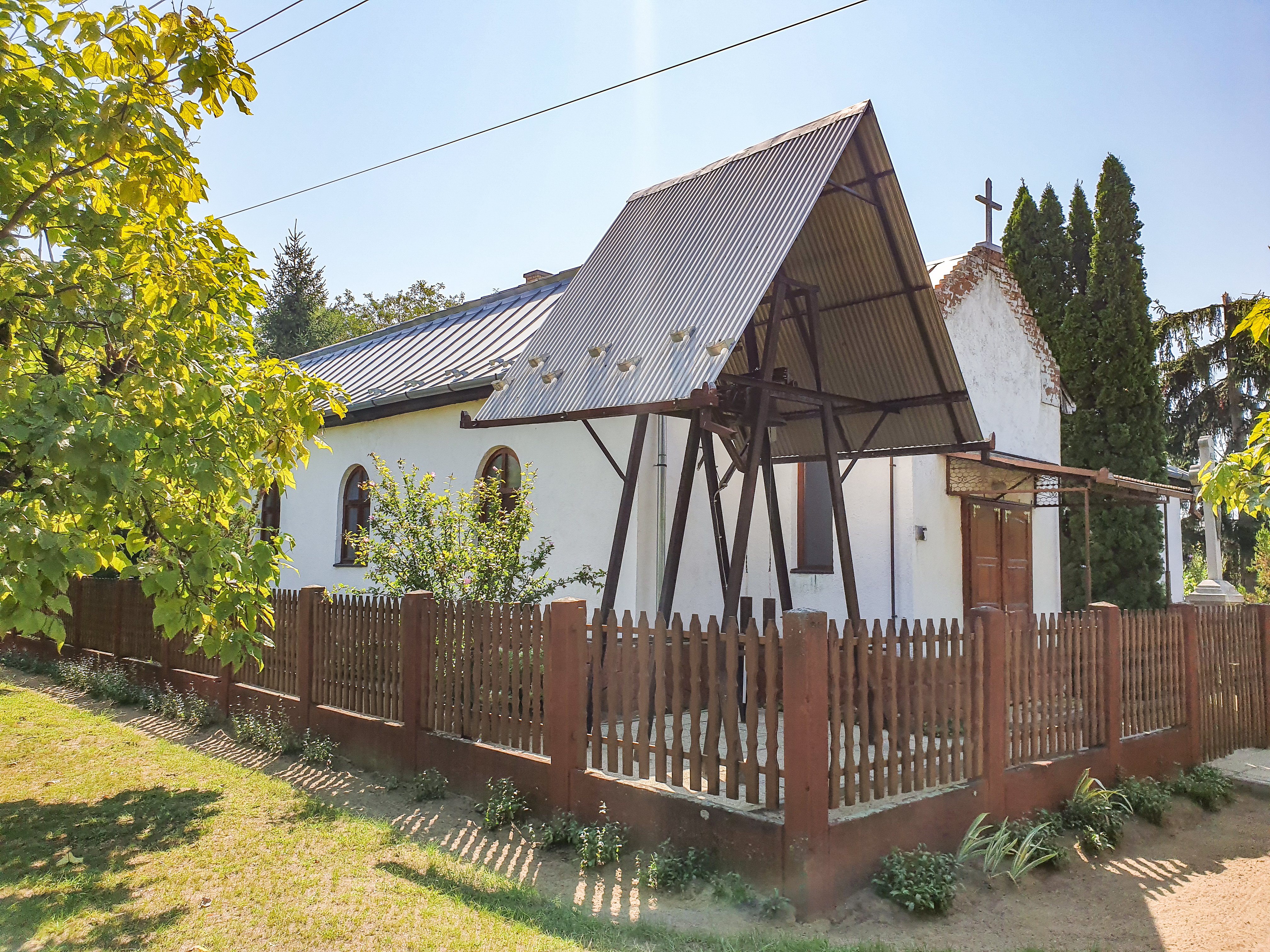
Római katolikus templom

## Közélete

### Polgármesterei
- 1990–1994: Ravasz Gyula (független)[4]
- 1994–1998: Antal Mihály (független)[5]
- 1998–2002: Antal Mihály (független)[6]
- 2002–2006: Antal Mihály (független)[7]
- 2006–2010: Antal Mihály (független)[8]
- 2010–2014: Antal Mihály (Fidesz-KDNP)[9]
- 2014–2019: Antal Mihály (Fidesz-KDNP)[10]
- 2019–2024: Antal Mihály (Fidesz-KDNP)[11]
- 2024– : Antal Mihály (Fidesz-KDNP)[1]

## Népesség
A település népességének változása:
| Lakosok száma | 691  | 669  | 669  | 653  | 581  | 588  | 564  |
|               | 2013 | 2014 | 2015 | 2021 | 2022 | 2023 | 2024 |

2001-ben a község lakosságának közel 100%-a magyar nemzetiségűnek vallotta magát.
A 2011-es népszámlálás során a lakosok 77,9%-a magyarnak, 2,4% cigánynak mondta magát (22,1% nem nyilatkozott; a kettős identitások miatt a végösszeg nagyobb lehet 100%-nál). A vallási megoszlás a következő volt: római katolikus 21,8%, református 7,3%, görögkatolikus 31,1%, felekezeten kívüli 8,9% (31% nem válaszolt).
2022-ben a lakosság 90,5%-a vallotta magát magyarnak, 0,3% románnak, 0,3% németnek, 0,2-0,2% horvátnak, cigánynak és lengyelnek, 1% egyéb, nem hazai nemzetiségűnek (9,5% nem nyilatkozott; a kettős identitások miatt a végösszeg nagyobb lehet 100%-nál). Vallásuk szerint 18,4% volt római katolikus, 11,5% református, 32% görög katolikus, 0,3% egyéb keresztény, 0,2% ortodox, 4% felekezeten kívüli (33,6% nem válaszolt).

## Nevezetességei
I-II. világháborús emlékmű a település főterén

### Természetvédelmi területek
1. Bátorligeti Legelő
2. Bátorligeti Ősláp
3. Fényi erdő
4. Ősláp múzeum